# Erdőtarcsa
Erdőtarcsa je vas na Madžarskem, ki upravno spada pod podregijo Pásztói Županije Nógrád.